# 5081 Sanguin
5081 Sanguin è un asteroide della fascia principale del diametro medio di circa 15,44 km. Scoperto nel 1976, dalla stazione di osservazione di El Leocinto, allora accorpata all'Osservatorio Félix Aguilar, presenta un'orbita caratterizzata da un semiasse maggiore pari a 2,3188076 UA e da un'eccentricità di 0,1141007, inclinata di 13,19540° rispetto all'eclittica, che completa in 3,53 anni.
Il diametro medio dell'asteroide è stato stimanto in 17,581 km, da osservazioni eseguite nell'ambito della missione NEOWISE del  Wide-field Infrared Survey Explorer. Completa una rotazione su sé stesso in 10 ore, 15 minuti e 43 secondi.
L'asteroide è così denominato in onore dell'astronomo argentino Juan G. Sanguin.